# Liste der Naturschutzgebiete im Main-Kinzig-Kreis
Im hessischen Main-Kinzig-Kreis gibt es 87 Naturschutzgebiete, die eine Gesamtfläche von 2.782 Hektar oder etwa 2 % der Kreisfläche einnehmen.

## Teilflächen
Zwei Naturschutzgebiete liegen jeweils mit einer Teilfläche auf dem Gebiet des Main-Kinzig-Kreises.
| Name                          | Bild | Kennung             | Kreis                                  | Einzelheiten        | Position | Fläche Hektar | Datum |
| ----------------------------- | ---- | ------------------- | -------------------------------------- | ------------------- | -------- | ------------- | ----- |
| Enkheimer Ried                |      | 1412002 WDPA: 81609 | Frankfurt am Main, Main-Kinzig-Kreis   |                     | ⊙        | 28,64         | 1973  |
| Hochbruch von Hausen          |      | 1438003 WDPA: 81893 | Landkreis Offenbach, Main-Kinzig-Kreis | Obertshausen, Hanau | ⊙        | 111,69        | 1977  |
| Legende für Naturschutzgebiet |      |                     |                                        |                     |          |               |       |